# لیشتنبرگ (اوبرفرانکن)
شهر لیشتنبرگ (به آلمانی: Lichtenberg) در ایالت بایرن در کشور آلمان واقع شده‌است.